# 大瓮泉
大瓮泉是一个位于中国黑龙江省齐齐哈尔市杏山镇的湖泊，面积约为6.61平方千米，属于东北平原。它的一级流域为黑龙江流域，二级流域为松花江水系。